# Banater Deutsche Zeitung
Die Banater Deutsche Zeitung war eine rumäniendeutsche Zeitung in Timișoara (Temeschwar) in Großrumänien. Sie wurde am 15. Mai 1925 als Nachfolgerin der Schwäbischen Volkspresse (1919–1925) und als deutschnationales Konkurrenzblatt zur liberalen Temesvarer Zeitung gegründet. Aufgrund ihres hohen journalistischen Niveaus und ihres entschiedenen Eintretens für nationale Anliegen der Rumäniendeutschen, womit sie hohe Abonnentenzahlen erreichte, wurde sie neben der Temesvarer Zeitung zur wichtigsten deutschsprachigen Zeitung des Banats. Die Redaktionsleitung übernahm der Dichter und Essayist Franz Liebhard (Pseudonym Robert Reiter), der frühere Herausgeber der ungarischen Arbeiterzeitung Munkáslap. Neben der politischen Berichterstattung bot das Blatt seinen Lesern auch kulturelle und literarische Beiträge, beispielsweise durch die Veröffentlichung von Texten bekannter Autoren wie Otto Alscher. Als die Temesvarer Zeitung 1940 aus ideologischen Gründen während der Diktatur Ion Antonescus für vier Jahre verboten wurde – sie hatte sich nach der nationalsozialistischen Machtergreifung für Gegner und Verfolgte des Dritten Reiches eingesetzt –, übernahm die Banater Deutsche Zeitung einen Teil ihrer Leserschaft. Am 16. März 1941 ging sie zusammen mit anderen rumäniendeutschen Tageszeitungen in der gleichgeschalteten Südostdeutschen Tageszeitung auf, einem Sprachrohr der NS-Propaganda. Chefredakteur wurde Josef Gaßner, der zuvor in der Redaktion der Banater Deutschen Zeitung gearbeitet hatte.

„Die ,Temesvarer Zeitung‘ ist (…) kein nationales, volksdeutsches Blatt. Ihrem Bestehen und täglichen Sinnen ist nicht die nationale und völkische Existenz des Banater deutschen Volkes zugrunde gelegt, sondern sie ist das Geschäftsunternehmen einer Familie. (…) Sie hat kein Anrecht, sich in die inneren Angelegenheiten unserer deutschen Volksfamilie einzumischen.“